# Daniel Anthony
Pour les articles homonymes, voir Anthony.
Daniel Jevoughn Anthony (né le 4 octobre 1987) est un acteur britannique.
Il a joué dans plusieurs séries depuis l'âge de 14 ans : (Casualty, EastEnders, Trop la classe !) avant de tenir un rôle régulier dans The Sarah Jane Adventures où il interprète le rôle de Clyde Langer, un jeune lycéen, même si lui-même avait déjà 20 ans lors du début de la série. En 2023, il reprend son rôle de Clyde dans un épisode de Tales of the TARDIS. 